# 晚明小品
晚明小品是晚明時期（約從萬曆年間至明亡七十年）流行的文學體制:34-37其特點在於短小精悍，體裁上序、跋、記、傳、銘、贊、尺牘等皆可適用，不抱一格:211。內容上則具有反傳統的精神、追求情趣韻，用語通俗而題材豐富:43-50。著名作家有公安三袁、竟陵派的鍾惺、譚元春，以及徐霞客、王思任與張岱等人:217。